# 林重義
林 重義（はやし しげよし、1896年4月29日 - 1944年3月16日）は戦前日本の洋画家、版画家。

## 略歴
1896年に兵庫県神戸市に生まれた。始めは京都市立絵画専門学校において日本画を学ぶが、中退している。関西美術院において鹿子木孟郎に師事し油絵を学んでいる。1922年に小林和作とともに東京へ上京し、1923年に二科展に出品、初入選を果たす。1926年に「庭の一隅」で二科賞を受賞した。1928年から渡欧して、渡欧先から二科展に作品を出品している。1930年までヨーロッパに滞在、帰国後、二科会を退会する。1930年代に主に石版画を制作、発表した。1931年には独立美術協会の創立に参加するが、1937年には同会からも退会、同年、文展に出品している。その後、1942年、国画会会員となったが、1944年3月16日、胃癌により死去。享年49。代表作に「秋の山路」、「舞妓」が挙げられる。

## 作品
- 「自画像」 油彩 ※1919年
- 「静物」 油彩・布 ※1921年 兵庫県立美術館所蔵
- 「踊子」 油彩 ※1929年
- 「舞妓」 油彩・キャンバス
- 「葉鶏頭」 油彩・キャンバス
- 「ピエロとアルルカン」 不透明水彩
- 「椿と三宝柑」 水彩・紙 ※1942年頃 兵庫県立美術館所蔵
- 「パリのショーウインドー」 石版画
- 「白馬(サーカス)」 石版画
- 「楽屋にて」 石版画
- 「道化拳闘」 石版画